# Piper labillardieri
Piper labillardieri är en pepparväxtart som beskrevs av C. Dc.. Piper labillardieri ingår i släktet Piper och familjen pepparväxter. Inga underarter finns listade i Catalogue of Life.